# هانا اسکوت
هانا اسکوت (انگلیسی: Hannah Scott؛ زادهٔ ۱۸ ژوئن ۱۹۹۹) قایقران روئینگ زن اهل بریتانیا است.
وی در مسابقات کشوری و بین‌المللی در مجموع برندهٔ ۳ مدال طلا، ۳ مدال نقره، ۱ مدال برنز شده است.